# Giuseppe Zamberletti
Giuseppe Zamberletti (ur. 17 grudnia 1933 w Varese, zm. 26 stycznia 2019 tamże) – włoski polityk, parlamentarzysta i minister.

## Życiorys
Uzyskał wykształcenie średnie, z zawodu był księgowym. Przystąpił do Chrześcijańskiej Demokracji. Zasiadał w radzie miejskiej rodzinnej miejscowości. W 1968 uzyskał mandat posła do Izby Deputowanych. Pięciokrotnie z powodzeniem ubiegał się o reelekcję, sprawując zasiadając w niższej izbie parlamentu do 1992 w ramach V, VI, VII, VIII, IX i X kadencji.
Między 1974 a 1977 był podsekretarzem stanu w resorcie spraw wewnętrznych. W latach 1979–1980 pełnił tożsamą funkcję w ministerstwie spraw zagranicznych. W czerwcu 1981 został ministrem bez teki, powierzono mu następnie zadanie organizacji obrony cywilnej. W kolejnym gabinecie od sierpnia do grudnia 1982 był ministrem bez teki do spraw koordynowania obrony cywilnej. Tę samą funkcję pełnił w dwóch rządach Bettina Craxiego (między marcem 1984 a kwietniem 1987) oraz w gabinecie Amintore Fanfaniego (od kwietnia do lipca 1987). W tym ostatnim był jednocześnie ministrem robót publicznych.
Uznawany za twórcę nowoczesnej włoskiej obrony cywilnej. W trakcie działalności publicznej przez wiele lat zajmował się kwestiami bezpieczeństwa obywateli. Był specjalnym komisarzem po trzęsieniach ziemi w 1976 i w 1980. Od 1992 do 1994 wchodził w skład Senatu X kadencji. W 1994, po rozpadzie chadecji, dołączył do frakcji Włoskiej Partii Ludowej. Od 2002 był przewodniczącym rady dyrektorów przedsiębiorstwa Stretto di Messina. Kierował instytutami badawczymi Istituto Grandi Infrastrutture oraz ISPRO.
Odznaczony Orderem Zasługi Republiki Włoskiej I klasy (1996).